# هینکسورث
هینکسورث (به انگلیسی: Hinxworth) یک روستا و محله مدنی در بریتانیا است که در North Hertfordshire واقع شده‌است.